# Evangelisch-Lutherisches Dekanat Fürth
Das Evangelisch-Lutherische Dekanat Fürth ist eines der 10 Dekanate des Kirchenkreises Nürnberg. Sein Gebiet umfasst die kreisfreie Stadt Fürth und den größten Teil des Landkreises Fürth. Das Dekanat wurde 2000 in drei  eigenständige Regionen mit eigenen Dekanatssitzen aufgeteilt. Jörg Sichelstiel leitet das Dekanat Fürth Stadt. Für die Region Fürth-Süd ist die Dekanin Almut Held zuständig. In der Region Fürth-Nord amtiert Dekan Friedrich Schuster.

## Geschichte

### Pfarreien und Kirchengemeinden

#### Urpfarrei Fürth
Der Ortsname Fürth stammt von einer Furt über Rednitz. In Fürth lag zu fränkischer Zeit ein Königshof, dessen Kirche St. Martin geweiht war. Diese Urkirche diente der Bevölkerung auf dem Königsland im Rednitzgrund. Noch 1474 war die Nürnberger Kirche St. Lorenz zum Heiligen Grab Filiale der Martinskirche im Rednitzgrund. Mit der Gründung des Bistums Bamberg im Jahr 1007 durch Heinrich II. kam Fürth als Schenkung an das Domkapitel Bamberg. Im 11./12. Jahrhundert erhielt der Markflecken Fürth mit St. Michael eine zweite Kirche, die der nunmehr bambergischen Bevölkerung diente. St. Michael in Fürth ist das einzige Gebäude der Stadt, das den Dreißigjährigen Krieg überstanden hat.

#### Urpfarrei Poppenreuth

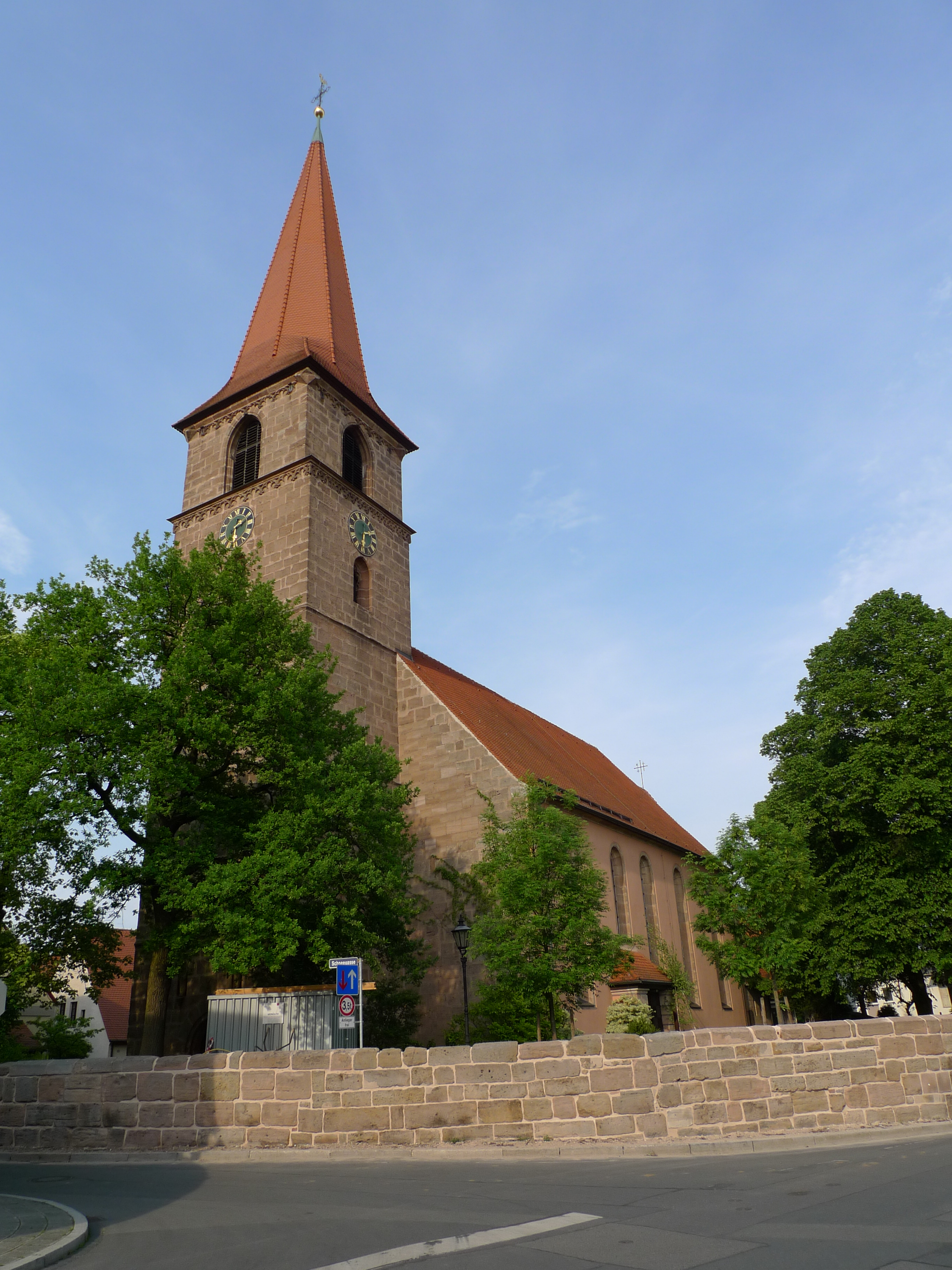
St. Peter und Paul
Poppenreuth

Die Pfarrei von Poppenreuth besteht schon seit mehr als 1000 Jahren und war bis 1513 die Mutterpfarrei von St. Sebald in Nürnberg.

#### Reichsstadt Nürnberg und die Reformation
1474 bekam der Rat der Stadt Nürnberg das Vorschlagsrecht für seine Pfarrkirchen, die zu diesem Zeitpunkt noch von Fürth bzw. Poppenreuth abhängig waren. St. Lorenz und St. Sebald wurden 1477 Propsteien und waren damit nicht mehr der geistlichen Jurisdiktion des Diözesanbischofs untergeordnet. 1513 gelang es Nürnberg, die Patronatsrechte für die Pfarreien St. Sebald und St. Lorenz durch Zahlung von je 100 Gulden Jahresrente vom Bischof von Bamberg zu erwerben das Abhängigkeitsverhältnis zu den Pfarreien Poppenreuth bzw. Fürth umzukehren. Die Zahlungen wurden bis zur Säkularisation des Fürstbistums 1802 bezahlt. Zur Reformationszeit hatte Nürnberg 40.000–50.000 Einwohner, Fürth etwa 1.000. Am 5. Juni 1524 wurde in Nürnberg St. Sebald und St. Lorenz die neue evangelische Kirchenordnung praktiziert und damit die Reformation eingeführt. Wann in Fürth und Poppenreuth die Reformation durchgesetzt wurde, dafür liegen keine Archivalien vor. Es ist aber davon auszugehen, dass die Nürnberger Pröpste auch dort kraft ihrer kirchlichen Gewalt die Reformation eingeführt haben.

#### Markgraftum Brandenburg Ansbach-Kulmbach
Georg der Fromme regierte gemeinschaftlich mit seinem Bruder Kasimir von Brandenburg-Kulmbach beide Landesteile. Kasimir hatte der Reformation eine Absage erteilt. Erst nach dessen Tod am 21. September 1527 konnte 1528 die Reformation im Markgraftum eingeführt werden. Im Herrschaftsbereich der fränkischen Hohenzollern wurde in folgenden Orten die Reformation eingeführt: 1528 Cadolzburg, Dambach, Großhabersdorf, Langenzenn, Oberasbach, Roßtal, Vach und Zirndorf, 1529 Veitsbronn. Die nürnbergisch-brandenburgischen Kirchenordnung trat am Sonntag Reminiscere 1533 in Kraft. 1556 wurde als eins von zehn Dekanaten das Dekanat Cadolzburg gegründet. Sein Sitz wurde schon im nächsten Jahr nach Langenzenn verlegt, so dass es von da an als Dekanat Langenzenn firmierte.

### Dekanat
Nach dem Übergang an das Königreich Bayern wurde am 7. Dezember 1810 das Dekanat Langenzenn zum bayerischen Dekanat Cadolzburg umgewandelt. Ab 1822 hieß es Dekanat Zirndorf, nachdem schon vorher dort sein Sitz gewesen war. Am 13. Juni 1883 wurde das bisherige Dekanat Zirndorf zum Dekanat Fürth. Hierzu gehörten folgende Pfarreien: Ammerndorf, Burgfarnbach, Cadolzburg, Fürth-St. Michael, Großhabersdorf, Langenzenn, Obermichelbach, Poppenreuth, Roßtal, Seukendorf, Stein, Vach, Veitsbronn, Zautendorf und Zirndorf. Im Laufe der Zeit wurden neue Gemeinden vor allem in Neubaugebieten gegründet. Die jüngste Gemeinde ist Maria Magdalena die 1999 für die neue Wohnsiedlung auf ehemaligen US-Flächen in der Südstadt gegründet wurde.

## Kirchengemeinden
In der Region Fürth-Stadt gibt es folgende Kirchengemeinden:
- Fürth-Altstadt, St. Michael (um 1100)
- Fürth-Hardhöhe, Heilig-Geist-Kirche (1963)
- Fürth-Hochberg, St. Martin (1950)
- Fürth-Kalbsiedlung, Maria Magdalena Gemeinde
- Fürth-Stadtpark, Auferstehungskirche (1825–1826)
- Fürth-Südstadt, St. Paul (1900)
- Burgfarrnbach, St. Johannis Baptista (1278)
- Dambach, Erlöserkirche
- Oberfürberg, Lukasgemeinde Gemeindehaus
- Poppenreuth, St. Peter und Paul (14.–16. Jahrhundert)
- Ronhof, Wilhelm-Löhe-Gedächtniskirche
- Stadeln, Christuskirche (1958)
- Vach, St. Matthäus (1509)

In der Region Fürth-Nord gibt es folgende Kirchengemeinden:
- Pfarrei Cadolzburg
  - Cadolzburg, St. Cäcilia (1750–1751)
  - Zautendorf, St. Johannes der Täufer (1591)
- Pfarrei Langenzenn
  - Langenzenn, Trinitatiskirche und Friedhofskirche
  - Roßendorf, St. Martin
  - Keidenzell, Kirche ohne Patrozinium (1864)
  - Laubendorf, St. Georg (15. Jahrhundert)
- Puschendorf, St. Wolfgang (16. Jahrhundert)
- Seukendorf, St. Katharina (14. Jahrhundert)
- Pfarrei Veitsbronn
  - Veitsbronn, St. Veit
  - Obermichelbach, Heilig-Geist-Kirche

In der Region Fürth-Süd gibt es folgende Kirchengemeinden:
- Pfarrei Großhabersdorf
  - Großhabersdorf, St. Walburga
  - Oberreichenbach, St. Bartholomäus
  - Unterschlauersbach, St.Andreas
  - Vincenzenbronn, St. Laurentius
  - Ammerndorf, St. Peter und Paul
- Oberasbach, St. Lorenz
- Altenberg, St. Markus
- Unterasbach, St. Stephanus
- Pfarrei Roßtal
  - Roßtal, St. Laurentius
  - Buchschwabach, St. Maria Magdalena
  - Buttendorf, St. Ägidius
  - Weitersdorf, St. Ägidius
- Stein, Martin-Luther-Kirche
- Stein, St. Jakobus
- Stein, Paul-Gerhardt-Kirche
- Zirndorf, St. Rochus